# Domenico Quattrociocchi

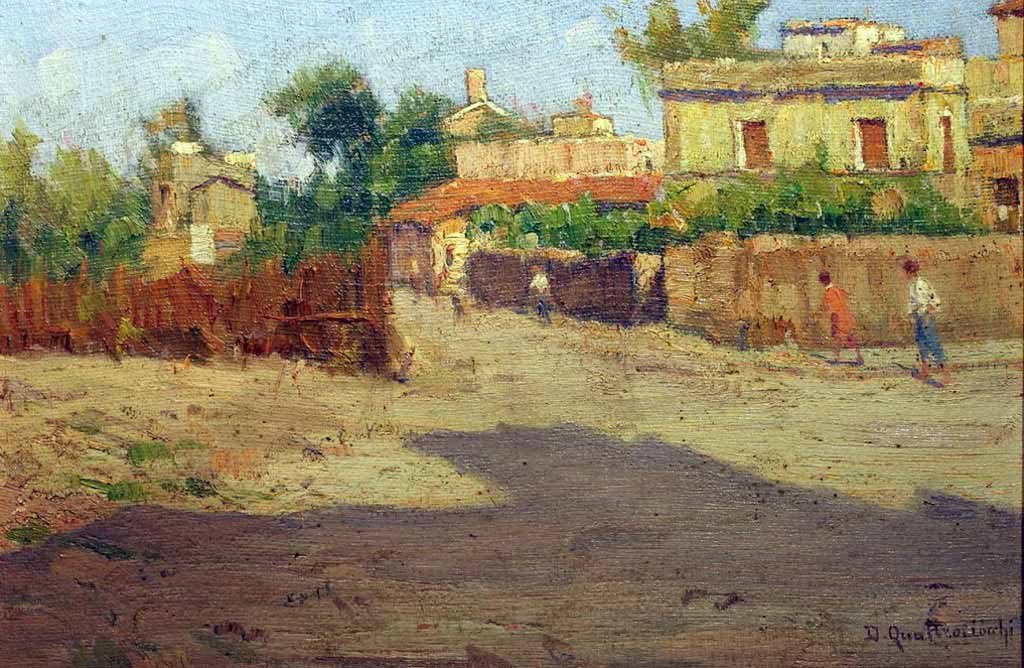
"Entre las calles de Palermo" de D. Quattrociocchi, óleo sobre tabla, 21,5 x 32 cm., firmado, col. privado.

Domenico Quattrociocchi Bagheria (Palermo)  1872 - 18 de abril de 1941. Pintor italiano.
Sus maestros fueron los pintores sicilianos Francesco Lojacono y Salvatore Marchesi.
Después de su traslado a Roma en 1905, participó en la Exposición Internacional del Palazzo delle Belle Arti de esa ciudad. En 1906 participó en la exposición de los Artistas de Milán. Durante este periodo el maestro incrementó su producción de paisajes cuya temática era, sobre todo, las calles y plazas romanas.
En 1908 un cuadro suyo, la quiete, fue adquirido por el Ministerio de Instrucción Pública italiano, pasando a ser depositado posteriormente en la Galería de Arte Moderno de Roma. En 1909 participó en la bienal de Venecia. Continuó su labor artística hasta el inicio de la Segunda Guerra Mundial.
- Datos: Q3713200
- Multimedia: Domenico Quattrociocchi / Q3713200